# Gaston Delasalle

Emblème des Brigades internationales.

Gaston Delasalle est un commandant français des Brigades internationales pendant la guerre d'Espagne, fusillé en janvier 1937.

## Biographie
Gaston Delasalle est à Odessa en 1919, en tant qu'officier du Deuxième Bureau (le renseignement militaire français).
Fin 1936, Gaston Delasalle commande sur le front de Cordoue le bataillon français Marseillaise de la XIVe Brigade internationale, aux ordres du général polonais « Walter » Swierczewski. Est notamment rattachée à son bataillon pour le reste francophone la compagnie britannique du capitaine George Nathan, forte de 145 hommes.  
Les 28 et 29 décembre, la brigade tente de reprendre aux rebelles le village de Lopera. Trouvent la mort dans cette action 300 Républicains dont les deux poètes John Cornford (en) et Ralph Winston Fox (en), commissaire politique communiste de la compagnie britannique, et côté nationalistes 200 hommes dont l'ancien torero Jose El Algabeño. L'opération est un échec cuisant pour les Républicains, qui abandonnent 2 600 km2 de terrain.
Dénoncé par le commissaire politique du bataillon, le communiste André Heussler, Gaston Delasalle — qui lui n'est pas communiste — fait les frais de cette défaite. Il est accusé d'espionnage au profit des franquistes par André Marty, commandant en chef des Brigades Internationales. Pour l'historien Javier Rubio, Il semble hors de doute que cette décision a été une « action punitive » afin d'éviter l'effrondement du moral des brigadistes ou même une « vengeance personnelle de la part de Marty », Delasalle ayant « semble-t-il » déjoué les plans révolutionnaires de Marty en mer Noire en 1919. Après un procès expéditif, il est condamné et fusillé.
Il est improbable que Delasalle ait été un espion franquiste ; s'il l'avait été, ç'eût été plutôt au profit du gouvernement français.